# Arroz sénia
El arroz sénia es una variedad de arroz de grano medio (o semilargo). Posee ciertas similaridades organolépticas con la variedad bahía. El arroz sénia es muy típico en los platos de arroz de cocina valenciana, entre ellos la paella. Se encuentra amparado por el consejo regulador del D.O. Arroces de Valencia.

## Características
Esta variedad de arroz se suele cultivar en España en la provincia de Valencia, en el Delta del Ebro y Sevilla.  Es un arroz con un alto contenido en amilopectina y por esta razón posee una gran capacidad para absorber sabores de otros alimentos, bien sean carnes o marisco. El bajo contenido de amilosa hace que sea un arroz poco pegajoso. Tras la cocción aportan una textura cremosa. Este arroz posee poca resistencia a la cocción y se suele pasar (es decir abrirse) con cierta facilidad. Es por esta razón por la que debe conocerse bien sus tiempos de cocción y la proporción agua/arroz. El arroz sénia absorbe 200 g de agua por cada 100 g de arroz (una ración aproximada de una persona), es decir que duplica su peso en agua absorbida. Resulta ideal en platos de arroz seco y meloso.